# Hœnsa-Þóris saga
L'Hœnsa-Þóris saga (che in italiano significa Saga di Þórir del Pollame) è una saga degli Islandesi scritta in norreno in Islanda intorno al XIII-XIV secolo; in tempi moderni questa saga è stata pubblicata nell'Altnordische Textbibliothek.
La saga narra la storia di Hœnsa-Þórir (o Þórir del Pollame), un proprietario terriero islandese ricco ma impopolare: egli si rifiuta di cedere un po' di paglia ai suoi vicini per proteggersi per l'inverno e, quando questi la rubano, Hœnsa-Þórir li brucia vivi nella loro cascina. Segue una vendetta su di lui, che muore decapitato.